# Kårböle kyrka, Helsingfors
Kårböle kyrka (finska: Kannelmäen kirkko), är en kyrkobyggnad i stadsdelen Gamlas i Helsingfors. Kyrkan används gemensamt av den finskspråkiga Kannelmäen seurakunta samt svenskspråkiga Petrus församling.
Kyrkan byggdes mellan åren 1967 och 1968 efter ritningar av arkitekterna Marjatta och Martti Jaatinen. Kyrkan är byggd av betong och rymmer cirka 500 personer. I kyrkans annex finns ett kapell och församlingsutrymmen. 1997 genomfördes en renovering då ytterväggarna och fönstren förnyades.
Kyrkans orgel är gjord av Kangasala orgelbyggeri 1970 och den har 29 stämmor.